# Instituto Bíblico y Colegio Elim
Elim Bible Institute and College es un Colegio bíblico privado en Lima, Nueva York . Otorga títulos de licenciatura, un título de asociado y certificados.

## Historia
Elim fue fundada en 1924 en Endwell, Nueva York, por Ivan y Minnie Spencer. La escuela lleva el nombre de un lugar bíblico mencionado en Éxodo 15:27, donde Elim era un oasis en el desierto.
En la década de 1920, la escuela se mudó a Rochester y Red Creek, y en 1932 a Hornell, donde estuvo ubicada hasta 1951, cuando los Spencer trasladaron a Elim a su ubicación actual en Lima (Nueva York).
A partir de 1948, Elim fue un centro para el Movimiento de la Lluvia Tardía .
Ivan Spencer dirigió el Instituto Bíblico Elim durante muchos años. En 1949, lo sucedió en ese cargo su hijo, I. Carlton Spencer, quien también dirigió Elim Fellowship durante muchos años.Pentecostal Denominations Archivado el 2 de febrero de 2020 en Wayback Machine., Seeking4Truth.com website, accessed 25 de mayo de 2010</ref> Posteriormente, H. David Edwards y Mike Webster se desempeñaron como presidentes de la institución. Paul Johansson, quien fue estudiante en Elim de 1956 a 1959, se convirtió en presidente de la escuela en 1994. En 2006, Jeff Clark, quien completó sus propios estudios en Elim en 1978, sucedió a Johansson como presidente.   En 2012, Michael Cavanaugh, fundador de Elim Gospel Church y graduado de Elim en 1976, sucedió a Jeff Clark como presidente. En agosto de 2019, el Dr. Fred Antonelli fue elegido como el nuevo presidente de Elim Bible Institute and College e instalado en mayo de 2020.

### Historia del Campus
El campus de Elim en Lima fue originalmente el sitio del Seminario Genesee Wesleyan (inaugurado en 1831), una de las primeras escuelas mixtas en los Estados Unidos. Genesee College fue fundado en el mismo campus en 1849. Las dos instituciones compartieron el campus hasta 1870 cuando Genesee College se trasladó a Syracuse, donde se convirtió en la base de la Universidad de Syracuse . El seminario continuó ocupando el campus hasta que cerró en 1941.
Poco después, la Administración Nacional de la Juventud (NYA), un proyecto del New Deal defendido por Eleanor Roosevelt, convirtió brevemente el campus en la ubicación de uno de los centros experimentales de trabajo para residentes de la NYA. El centro proporcionó Formación profesional a estudiantes desfavorecidos hasta su cierre en el verano de 1942. 
La Iglesia Metodista operó Genesee Junior College en el sitio de 1947 a 1951, cuando Elim Bible Institute compró el 75 acres (303 514,5 m²)   campus y edificios por $75,000. Dos edificios del campus, Genesee Wesleyan Seminary y Genesee College Hall, se incluyeron en el Registro Nacional de Lugares Históricos en 1976.

## Acreditación
Durante la mayor parte de su historia, el Instituto Bíblico Elim no estuvo acreditado y no otorgó títulos, evitando así violaciones de las leyes y reglamentos que prohíben la concesión de títulos por parte de instituciones no acreditadas. En 2020, el instituto fue acreditado por la Asociación Transnacional de Colegios y Escuelas Cristianas .

## Académica
Elim Bible Institute and College ofrece programas de grado acreditados en Teología Bíblica y Administración de Empresas.

## Organizaciones Religiosas Relacionadas
Elim Fellowship se formó en 1933 como una comunidad informal de iglesias, ministros y misioneros que se originó en un núcleo de personas que habían asistido al Instituto Bíblico Elim. La Fraternidad continúa apoyando a las iglesias, ministros y misiones pentecostales y carismáticos, brindando credenciales y consejos para los ministros, fomentando el compañerismo entre las iglesias locales, patrocinando seminarios de liderazgo y también sirviendo como una agencia transdenominacional que envía misioneros y otro personal a otros países.
Elim Life Church (anteriormente Elim Gospel Church), una iglesia interdenominacional del Evangelio Completo, se estableció cerca del campus de Elim en 1988 y a ella asiste un número significativo de profesores y estudiantes del Instituto.

## Ex Alumnos Notables
Randall Terry (clase de 1981) y Rob Schenck fundaron el grupo activista contra el aborto ''Operation Rescue'' después de estudiar juntos en Elim a principios de la década de 1980. Su activismo fue motivado por su exposición en Elim a las enseñanzas del teólogo Francis Schaeffer, cuyo entonces reciente libro A Christian Manifesto alentó a los evangélicos a participar en el activismo político para combatir el humanismo secular .
El activista contra el aborto y líder religioso Paul Schenck, hermano gemelo de Rob Schenck, también asistió a Elim.
El pastor Marvin Byers fue un ministro ordenado por Elim Fellowship (de la clase de 1966 a 1969), en el año 1977 fue invitado a ministrar en la ciudad de Guatemala, donde el Señor lo llamó a compartir el Evangelio a la gente hambrienta de Dios en Guatemala y América Latina . Dios le dio la visión de que debía quedarse allí para formar un ministerio llamado Ministerios Hebrón, el cual todavía tiene su sede en la ciudad de Guatemala.